# سید محمد پولادگر
سید محمد پولادگر

(زاده ۱۳۴۲ اصفهان)، آخوند و مدیر ورزشی دولتی ایرانی است. وی از تیرماه سال ۱۳۷۳ نائب‌رئیس و از خرداد سال ۱۳۷۹ تا دی‌ماه ۱۴۰۰ رئیس فدراسیون تکواندو جمهوری اسلامی ایران بود. او پس از شکست در انتخابات فدراسیون تکواندو، به‌عنوان معاون توسعهٔ ورزش قهرمانی و حرفه‌ای وزارت ورزش و جوانان منصوب گردید و در بهمن ۱۴۰۲ با حکم کیومرث هاشمی وزیر وقت ورزش و جوانان از این سمت کنار رفت.
پولادگر در حال حاضر مسئول ستاد و دبیرخانهٔ مشترک همکاری حوزه‌های علمیه و وزارت ورزش است.

## تحصیلات
وی سال‌ها در حوزه علمیه قم مشغول به تحصیل بوده و دارای تحصیلات حوزوی پایان سطح ۲، لیسانس علوم سیاسی و فوق لیسانس فلسفه و حکمت اسلامی است.

## تکواندو و گواهینامه‌ها
سیدمحمد پولادگر تکواندو را سال ۱۳۵۸ نزد محمد قورچانی در اصفهان آغاز کرد.
او دارای گواهینامه‌های زیر است:
- دارندهٔ گواهینامهٔ دان هشت از کوکی وان.
- دارندهٔ گواهینامهٔ مربیگری درجه دو بین‌المللی و درجه ممتاز ملی.[۱۹]
- دارندهٔ گواهینامهٔ داوری درجه ممتاز ملی.[۲۰]

## پیشینهٔ مدیریتی
- رئیس هیئت تکواندو استان مرکزی و استان قم، (۱۳۷۳–۱۳۶۲).
- نائب‌رئیس فدراسیون تکواندو، (۱۳۷۹–۱۳۷۳).
- رئیس فدراسیون تکواندو، (۱۴۰۰–۱۳۷۹).
- عضو شورای مرکزی بسیج ورزش کشور، (۱۳۷۷ تاکنون).
- رئیس اتحادیه تکواندو غرب آسیا، (۲۰۱۵–۲۰۰۸).
- عضو شورای برون مرزی سازمان تربیت بدنی، (۱۳۹۰–۱۳۸۳).[۲۱]
- عضو شورای اجرایی فدراسیون جهانی تکواندو، (۱۳۹۲–۱۳۸۴).
- نائب‌رئیس اتحادیه تکواندو آسیا، (۲۰۲۵–۲۰۰۸).
- عضو شورای اجرایی کمیته ملی المپیک ایران، (۱۳۹۶–۱۳۹۲)-(۱۳۸۷–۱۳۸۳).
- بازرس کمیتهٔ ملی پارالمپیک ایران، (۱۴۰۱–۱۳۹۸).[۲۲]
- معاون توسعهٔ ورزش قهرمانی و حرفه‌ای وزارت ورزش و جوانان، (۱۴۰۲–۱۴۰۰).[۲۳]
- نایب‌رئیس کمیته ملی پارالمپیک ایران، (۱۴۰۱-اکنون).[۲۴]
- مسئول ستاد و دبیرخانه مشترک همکاری حوزه‌های علمیه و وزارت ورزش، (۱۴۰۲-اکنون)
- سرپرست کاروان ایران در بازی های پارالمپیک پاریس 2024[۲۵]

## تنش با کانون تکواندوکاران ایران
محمد پولادگر مخالف جدی فعالیت انجمن صنفی کانون تکواندوکاران ایران است که درگیری‌های رسانه‌ای و قضایی را برای او به همراه داشته است.
سیدمحمد پولادگر، ارکان مختلف سازمان تربیت بدنی را علیه اولین فدراسیون غیردولتی ورزش ایران باخود همراه ساخت و با درخواست از ارگان‌های حکومتی دیگر، اجماع دولتی بی‌سابقه‌ای را علیه کانون تکواندوکاران شکل داده و سازمان‌دهی کرد.
وی در سلسله حملاتش به کانون تکواندوکاران ایران در بخشنامه‌های دولتی، دستور العمل‌ها و مکاتبات اداری، در مطبوعات، خبرگزاری‌ها،
و صدا و سیما،
ضمن اطلاق الفاظی چون عده‌ای فرصت‌طلب و سودجو، افرادی با اهداف کاملاً مشخص و بَیِّن، و …، چندین بار خواستار دقت نظر وزارت کشور در تعیین صلاحیت علمی و فنی مدیران کانون شد که واکنش این تشکل برای ارائهٔ سوابق تحصیلی و فنی پولادگر و همکاران او را به همراه داشت.
سید علی حق‌شناس رئیس انجمن صنفی کانون تکواندوکاران ایران در گفت‌وگویی در ۱۴۰۱/۰۷/۱۱ بیان داشت: «توانایی زمین زدن کانون را در ظرفیت وجودی محمد پولادگر نمی‌بینم … دست فرصت‌طلبان و سودجویان واقعی، قانون‌شکنان و … را مستنداً برای مردم رو کردیم … روش کاری ما با این قبیل افراد بر مبنای اصل اقدام متقابل است.» بنیان‌گذار تاپ‌تکواندو در این گفت‌وگو تصریح کرد: «بیست سال پیش این شخص را پای میز محاکمه کشاندیم … باز هم در دادگاه صالحه زیارتش خواهیم کرد؛ او باید پاسخ‌گوی اعمالش باشد، عدالت تاریخ انقضاء ندارد.»
حق‌شناس در نامه‌ای به سید حمید سجادی وزیر وقت ورزش و جوانان در ۱۴۰۱/۰۷/۲۳، ضمن انتقاد از سخنان وی دربارهٔ استفاده از ورزش‌های رزمی جهت سرکوب مردم، از انتصاب سید محمد پولادگر به سمت معاونت توسعهٔ ورزش قهرمانی و حرفه‌ای وزارت ورزش، به عنوان «شخصی بدون کم‌ترین سابقهٔ قهرمانی و مربی‌گری با پرونده‌های قضایی متعدد و حواشی پرتعداد مالی و …» انتقاد کرد.
رئیس اتحادیه متخصصان ورزش‌های رزمی ایران در این نامه به گفته‌های پولادگر مبنی بر دعوت از ورزشکاران برای حفظ وحدت ملی، نیز واکنش نشان داد:
«یاللعجب! فردی سخن از وحدت ملی می‌راند که برآیند ۲۷ سال مدیریت مُشعشَع وی در فدراسیون تکواندو، … نارضایتی عمومی همه‌جانبه در این ورزش بوده است …؛ ایضاً در چندماه مسئولیت او در سمت جدید نیز نارضایتی فاحش ورزش‌های دیگر هم‌چون ورزش اول ایران یعنی کشتی را شاهد هستیم. لازم است این گونه اظهارنظرها را به اشخاصی در زیرمجموعهٔ خود واگذار نمایید که از مقبولیت و صلاحیت ورزشی و اجتماعی کافی و لازم برخوردار بوده تا در شرایط خاص فعلی، دعوت به وحدت ملی به سرخوردگی هرچه بیش‌تر ملی مُبدل نگردد.»

### رد صلاحیت در انتخابات شورای شهر تهران
سید محمد پولادگر در سومین دورهٔ انتخابات شورای شهر تهران در سال ۱۳۸۵ نامزد شد که صلاحیت او از سوی وزارت کشور تأیید نگردید.

## حاشیه‌ها

### متهم به اخلال در نظام اقتصادی کشور
در شهریور ۱۳۹۱ دادستان عمومی و انقلاب تهران از سید محمد پولادگر به اتهام «معاونت در اخلال در نظام اقتصادی کشور» اعلام جرم کرد.
در اسفند ۱۳۹۲ نیز دادیار دادسرای کارکنان دولت از پولادگر با اتهام «اخلال در نظام اقتصادی کشور» شکایت کرد.
برای هردو شکایات مقامات قضائی کشور از محمد پولادگر، قرار منع تعقیب صادر و پرونده‌ها مختومه اعلام شدند.

### خرید ۹۰ هزار دلار هوگوی غیراستاندارد با ارز دولتی

محمدرضا پولادگر و غلامحسن ذوالقدری

در دی ماه ۱۳۸۷ خبری در خبرگزاری‌ها منتشر شد که فدراسیون تکواندو، ۱۲۰ عدد هوگوی [محافظ تنه] الکترونیکی غیراستاندارد و بدون تأیید فدراسیون جهانی را از شرکتی با نام لاجاست کره جنوبی با قیمت ۹۰ هزار دلار و با ارز دولتی خریداری کرده است. نمایندهٔ انحصاری این شرکت در ایران و خاورمیانه، غلامحسن ذوالقدری (حسن ذوالقدر) سرمربی پیشین و مدیر وقت تیم‌های ملی و فرد نزدیک به محمد پولادگر بود که این هوگوها از طریق وی به فدراسیون تکواندو جمهوری اسلامی ایران فروخته شده بود! این درحالی بود که در آن زمان، محصول این شرکت به تأیید کمیتهٔ کارشناسی فدراسیون جهانی که اتفاقاً سید محمد پولادگر رئیس فدراسیون تکواندو ایران یکی از اعضای آن بود - نرسیده بود!
پولادگر طرح این مسئله را منسوب به عده‌ای فرصت‌طلب در آستانهٔ انتخابات فدراسیون تکواندو دانست و از تأیید قطعی این هوگوها از سوی (WT) خبر داد.
فدراسیون تکواندو نیز جوابیه‌ای به پیوست دو تصویر در ۲۰ دی ماه ۱۳۸۷ به سایت تابناک ارسال کرد و مطابق با تبصرهٔ ۴ ماده ۲۳ قانون مطبوعات حق شکایت از انتشاردهندگان افترا و اخبار کذب نزد مراجع ذی‌صلاح قانونی را برای خود محفوظ دانست. تابناک با درج جوابیه و تصاویر ارسالی، پاسخ داد: «این صرفاً یک خبر منتشره در سایت فدراسیون جهانی است و متأسفانه تنها در این خبر به تأیید قرارداد «لاجاست» با فدراسیون جهانی تکواندو توسط این فدراسیون جهانی اشاره شده و در هیچ بخشی از این خبر، اشاره‌ای به تأیید هوگوی تولیدشده توسط این شرکت کره‌ای نشده است … برای لوازم و پوشش‌های ورزشی مورد تأیید فدراسیون‌های جهانی ورزشی، گواهینامه‌های ویژه‌ای صادر می‌شود که هنوز گواهینامه‌ای برای این وسیله از سوی فدراسیون جهانی تکواندو ارائه نشده و تنها در این صورت، می‌توان بر تأیید این هوگوها صحه گذاشت.»
فدراسیون تکواندو، هم‌چنین در جوابیه به تابناک که عنوان کرده بود خرید هوگوها توسط ذوالقدری، مشمول قانون منع مداخله کارکنان دولت در معاملات دولتی است و بنابراین غیرقانونی می‌باشد، نوشت: «ذوالقدر کارمند فدراسیون نیست و هیچ دلیلی بر کارمند فدراسیون بودن وی وجود ندارد. مشارالیه کارمند بازنشسته وزارت آموزش و پرورش می‌باشد و هر زمان که فدراسیون به خدمات وی تحت عنوان سرمربی یا مدیر فنی به لحاظ تخصص و تجربه او نیاز داشته، با ایشان قرارداد موقت ارائهٔ خدمات، حداکثر برای سه ماه منعقد کرده و از خدمات او استفاده نموده است.»
تابناک در پاسخ عنوان کرد: «با این قیاس، فدراسیون تکواندو، فاقد کارمند است، چراکه کارمندان این فدراسیون ازجمله ذوالقدر، غالباً با قرارداد موقت و در محدودهٔ زمانی مشخص به فعالیت می‌پردازند و قطعاً مدیر فنی تیم ملی تکواندو، نمی‌تواند مشمول عنوان پیمانکار این سازمان شود.»
غلامحسن ذوالقدری واردکنندهٔ هوگوها نیز در ۲۴ دی ۱۳۸۷ به ایسنا گفت: «هوگوهای الکترونیکی ساخت شرکت لاجاست، تنها هوگوهای مورد تأیید فنی فدراسیون جهانی است و به‌طور قطع بخش حقوقی فدراسیون در این زمینه اقدامات لازم را برای کسانی که مدیریت زبانزد پولادگر را تضعیف می‌کنند، انجام خواهد داد.»
او به ایرنا نیز گفت: «۱۲۰ عدد هوگو را به قیمت ۹۰ هزار دلار به‌صورت نقدی با کمک دوستان سرمایه‌گذار، از شرکت لاجاست خریداری کرده و به‌صورت قسطی در اختیار فدراسیون قرار دادیم … اگر فدراسیون برای خرید اقدام می‌کرد، می‌بایست پول را به‌صورت نقدی پرداخت می‌کرد، اما ما به‌صورت اقساطی آن را در اختیار فدراسیون گذاشتیم.»
ذوالقدری در ۲۷ دی ۱۳۸۷ در گفت‌وگو با فارس اظهار داشت:
«بازنشستهٔ آموزش و پرورش هستم و به‌طور پاره‌وقت به عنوان مدیر تیم‌های ملی در فدراسیون کار می‌کنم و هیچ منع قانونی برای فعالیت اقتصادی من وجود ندارد.»
غلامحسن ذوالقدری، یک‌سال بعد (۱۳۸۸) با حکم پولادگر دبیرکل فدراسیون تکواندو شد.
وی تا زمان دخالت مستقیم مراجع نظارتی به مدت چهارسال در این سمت باقی ماند. ذوالقدر پس از آن در اسفند ۱۳۹۲، رئیس «سازمان جدیدالتأسیس تیم‌های ملی تکواندو» شد.
به‌نوشتهٔ روزنامهٔ همشهری: «این سازمان به‌دلیل عدم حضور ذوالقدری در کادر فنی فدراسیون تکواندو تأسیس گردید و تشکیلات مشخصی ندارد.»
به‌گزارش خبرگزاری فارس در ۲۵ دی ۱۳۸۷، «چین سوک یانگ»، دبیرکل وقت فدراسیون جهانی تکواندو طی نامه‌ای به شرکت لاجاست در ۷ مهر ۱۳۸۷ نسبت به استفاده از این هوگوها پیش از تأیید قطعی و رسمی این فدراسیون هشدار داده و اظهار تعجب کرده بود؛ «دای سون لی»، رئیس اتحادیه تکواندو آسیا نیز در تاریخ ۶ مرداد ۱۳۸۷ در نامه‌ای، فدراسیون ایران را دربارهٔ استفاده از هوگوهای الکترونیکی موظف به اجرای کلیه قوانین وضع شده از سوی جهان و آسیا دانسته بود. فارس در این گزارش از ورود بازرسی سازمان تربیت بدنی به مسئله خبر داد.
در اردیبهشت سال ۱۳۹۰، سید محمد پولادگر مسئول بررسی عملکرد هوگوهای الکترونیکی لاجاست در مسابقات جهانی کره‌جنوبی جهت تأیید این هوگوها برای استفاده نخستین بار از آن‌ها، در المپیک لندن شد!
در نهایت هوگوهای لاجاست به تأیید فدراسیون جهانی تکواندو نرسید!
پولادگر در ۲۱ اسفند ۱۳۹۰ از خرید مجدد هوگوهای مورد تأیید فدراسیون جهانی تکواندو (هوگوهای دی دو) با هزینهٔ کمیته ملی المپیک ایران به صورت خرید تعدادی محدود در هر سفر، به دلیل کمبود بودجه خبر داد.

### دادگاهی به جُرم خیانت در امانت، جعل امضاء و تحصیل مال نامشروع
در آذر ۱۳۹۴ محمد باقری معتمد قهرمان جهان و نائب قهرمان المپیک ۲۰۱۲ لندن به تابناک گفت: «کمیته بین‌المللی المپیک برای چند قهرمان در رشته‌های مختلف مبلغی را به‌عنوان بورسیه ارسال کرد، حالا دوست دارم یکی از آقایان جواب بدهد که این دلارها که به نام من به ایران آمده بود، کجا رفته است؟! چه کسی به جای محمد باقری‌معتمد، رسیدِ آن پول‌ها را امضاء کرده و آن مبالغ را تحویل گرفته است؟»
باقری معتمد در تاریخ یکم شهریور ۱۳۹۵ از پولادگر به اتهام «جعل امضاء، خیانت در امانت و اختلاس» شکایت کرد. وی طی بیانیه‌ای به‌تاریخ ۷ شهریور ۱۳۹۵ به‌شدت از پولادگر انتقاد و بدون ذکر نام او، وی را عوام‌فریب، مغرض و ناجوانمرد خواند که از موفقیت ملی‌پوشان و مربیان برای حفظ جایگاه خود سوءاستفاده کرده است. او در خاتمهٔ بیانیهٔ مفصل خود نوشت:
«به نظر من اشخاصی که برای بقاء و جایگاه خود از موفقیت‌های افراد موفق، نام شهدا، قرآن و اهل بیت استفاده می‌نمایند نه اخلاق دارند، نه اعتقاد و نه صداقت، که اینجانب و بسیاری دیگر گواه صحت گفته‌های بنده می‌باشند، که البته اشکالات دیگری وجود دارد که از عهده و نظر دستگاه‌های ذیصلاح، قابل بررسی خواهد بود.»
باقری در آذر ۱۳۹۵ اظهار کرد: «تخریب نخبگان این رشته و هتک حرمت نسبت به آن‌ها فقط مختصری از اقدامات و رفتارهای … مدیران فدراسیون تکواندو است؛ البته حرف‌ها و افشاگری‌های زیادی دربارهٔ این فدراسیون دارم که در آیندهٔ نزدیک حرف‌هایم را شفاف‌تر و به همراه اسناد و مدارک مطرح خواهم کرد.»
وی در مهرماه سال ۱۳۹۶ در گفت وگو با ورزش سه از شکایت علیه سید محمد پولادگر در دادسرای فرهنگ و رسانه به اتهام «خیانت در امانت» و عدم پرداخت چندین هزار دلار بورسیهٔ کمیته بین‌المللی المپیک از سوی پولادگر به وی خبر داد و گفت: «۱۸ ماه قبل و پس از مدت‌ها از موضوع اطلاع پیدا کردم که پول من را بدون آگاهی‌ام می‌گرفته است و از وی شکایت کرده‌ام.»
باقری‌معتمد در ۵ مهرماه ۱۳۹۶ به فارس گفت: «جای من ۱۶ هزار دلار گرفته‌اند و صدایش را در نیاورده‌اند؛ دادگاه جعل امضاء را تأیید کرده است؛ پولادگر گفت ۱۰ هزار دلار پرداخت می‌کند تا من هم رضایت بدهم، اما بنده قبول نکردم، چون این ۱۶۰۰۰ دلار حق من بوده و آن‌ها بدون این‌که به من اطلاع دهند، دوسال حق و حقوق من را دریافت می‌کرده‌اند و صدایش را درنمی‌آوردند! در دادگاه کارشناسان خَط این موضوع را ثابت کرده‌اند. تمام اسناد هم موجود است. بعد از المپیک لندن تنها مدال آور تکواندو، نقره محمد باقری‌معتمد بود که باعث شد ثبات مدیریت پولادگر حفظ شود. قرار بر این بود بعد از المپیک پاداش من را پرداخت کند که این اتفاق نیز رخ نداد.»
او در ۱۱ مهر ۱۳۹۶ به خبرگزاری تسنیم گفت: «در ابتدا برای تشکیل پرونده، شکایت حقوقی کردم و بعد از مکاتباتی که با IOC داشتم و مدارکی که برای من فرستاده شد، پرونده را کیفری کردم و در حال حاضر نیز حدود یک‌سال و نیم از شکایت من گذشته است. پولادگر علاوه بر ۱۶ هزار دلار، پاداش المپیک لندن را نیز به حسابم واریز نکرده و تاکنون حدود ۲۰ میلیون نیز پول وکیل داده‌ام که مجموع این‌ها ۳۰ هزار دلار می‌شود. با توجه به مدارکی که ارائه کردم، دادگاه به نفع من رأی خواهد داد و حتماً همهٔ این مبلغ را دریافت خواهم کرد.»
باقری در اردیبهشت ۱۳۹۷ به مهر گفت که دادگاه، رئیس فدراسیون را به اتهام خیانت در امانت و مسئول پیشین روابط بین‌الملل را به اتهام جعل و استفاده از سند مجعول، مُجرم شناخته و تکلیف او و پولادگر را دادگاه مشخص می‌کند.
وی در ۲۲/ ۰۲/ ۱۳۹۷ به فارس گفت: «جلساتی برگزار و قرار شد پولادگر طلب من را بپردازد، اما به‌یکباره به من گفتند، پولادگر از پرداخت مبلغ مورد توافق پشیمان شده است. رئیس فدراسیون نزدیک به ۳۰ هزار دلار به من بدهکار است.»
پولادگر با حکم دادگاه بدوی در سال ۱۳۹۷ از اتهامات تبرئه شد.
قهرمان جهان و نائب قهرمان المپیک در ۲۳ مهر ۱۳۹۸ دراین رابطه به خبرگزاری مهر گفت: «در دادسرای فرهنگ و رسانه، جعل امضاء و دریافت پول توسط رئیس فدراسیون و عدم پرداخت آن به من محرز شد که متأسفانه به‌یکباره جریان پرونده تغییر کرد!
بازپرس پروندهٔ ما بیژن قاسم‌زاده [محکوم شده به‌دلیل  «تأثیر دادن نفوذ اشخاص دولتی در اقدامات» و «دریافت رشوه»] بود که به‌نظر می‌رسد با اعمال نفوذ فرد یا افرادی گزارشی ارائه نمود که باعث تبرئه پولادگر گردید.» وی افزود: «از ریاست قوهٔ قضائیه درخواست ملاقات دارم تا نسبت به اعادهٔ بازپرسی و بررسی مجدد پروندهٔ بنده دستور لازم را مبذول دارند تا من به حق خود برسم و مانع تکرار این‌گونه موارد در جامعه ورزش ما شوند.»
درپی تقاضای باقری‌معتمد از رئیس قوهٔ قضائیه، درخواست تجدیدنظر وی مورد تأیید قرار گرفت و درنهایت، دادگاه تجدیدنظر پس از بررسی پرونده توسط قضات و مستشاران، حُکم قبلی که رأی به برائت داده بود را تأیید نکرد و مقرر گردید، جلسهٔ دادگاه برای رسیدگی مجدد، اوایل سال ۱۳۹۹ تشکیل شود.
به‌دنبال این اتفاق، محمدرضا پولادگر در ۱۳ بهمن ۱۳۹۸ با پرداخت اصل وجه و هزینه‌های دادرسی و خسارت‌های ناشی از موضوع، رضایت کامل محمد باقری‌معتمد را جلب و درنتیجه او از شکایت خود صرف‌نظر کرد، تا این پرونده پس از چندسال سرانجام بسته شود.

### انتشار تصاویر در کنار رئیس فدراسیون تکواندو اسرائیل
در نشست فدراسیون جهانی تکواندو که در حاشیهٔ مسابقات تکواندو (پومسه) قهرمانی جهان به میزبانی مصر در آذر سال ۱۳۸۸ برگزار شد، محمد پولادگر به عنوان عضو هیئت اجرایی فدراسیون جهانی در کنار رئیس فدراسیون تکواندو اسرائیل به عنوان کشوری که از جانب جمهوری اسلامی نامشروع و دشمن نامیده می‌شود، حضور به‌هم رساند و پس از پایان جلسه نیز در عکس یادگاری اعضای جلسه در برابر هتل میزبان، که نمایندهٔ اسرائیل نیز در آن حضور داشت شرکت کرد. تصاویر پولادگر در این جلسه با رصد سایت تابناک از سایت فدراسیون تکواندو اسرائیل افشا و خبرساز شد؛ 
تابناک نوشت: 
«... به یک باره -به جز یک تصویر-  تصاویر رئیس فدراسیون تکواندو ایران که در سایت فدراسیون تکواندو اسرائیل موجود بود، از این سایت حذف شد! تا تابناک پیگیر این ماجرای مشکوک شود؛ چرا رئیس فدراسیون تکواندو ایران عکس‌های دسته‌جمعی با رئیس فدراسیون تکواندو اسرائیل و دیگران مقابل هتل و در جلسات خصوصی می‏‏‌گیرد و چگونه این تصاویر به یک‌باره از سایت فدراسیون تکواندوی اسرائیل حذف می‌شوند؟! آیا کسی از ایران با اسرائیلی ‌ها ارتباطی دارد یا به آن‌ها از غیب الهام شده که این تصاویر برای رئیس فدراسیون ایران مسئله ساز خواهند شد.»
این خبر هیچ‌گونه واکنش رسمی و غیررسمی از مقامات جمهوری اسلامی را درپی نداشت.
این درحالی است که وی در ۵ بهمن سال ۱۳۸۷ طی نامه‌ای به رئیس فدراسیون جهانی تکواندو و کلیهٔ کشورهای اسلامی، خواستار لغو عضویت اسرائیل از این فدراسیون به دلیل جنایت‌های آن کشور شده بود.
پولادگر در ۱۴۰۱/۱۰/۱۸ در مراسمی با نام «تجلیل از ورزشکاران جوانمرد حامیان ملت مظلوم فلسطین» اظهار داشت: «باید قدر ورزشکارانی که مقابل رژیم اشغالگر قدس بازی نمی‌کنند را بدانیم.»

### عدم پرداخت حقوق رضا مهماندوست
پولادگر در سال ۱۳۹۰ به عنوان رئیس فدراسیون تکواندو با عدم پرداخت حقوق در نظر گرفته شده از سوی کمیته ملی المپیک برای سرمربیان برتر تیم‌های ملی (تکواندو، کشتی، وزنه‌برداری) به رضا مهماندوست، موجب استعفای سرمربی وقت تیم ملی تکواندو در رسانه‌ها شد.
محمد پولادگر به‌رغم تقاضای مهماندوست برای بازگشت به تیم ملی به‌دلیل بیماری فرزندانش، با این درخواست مخالفت کرد.
رضا مهماندوست در ۱۸ مهر ۱۳۹۰ اظهار داشت: «پول را از کمیته ملی المپیک می‌گرفتند و به حساب من نمی‌ریختند.» او خاطرنشان کرد: «مسئولان فدراسیون تکواندو در زمان بستن قرارداد، من را فریب داده‌اند و از پولادگر و ذوالقدری نمی‌گذرم.»
سیدمحمدرضا پولادگر در آذر ۱۳۹۰ گفت: «مهماندوست چهره‌ای از خودش نشان داد و باعث شد من بارها استغفار کنم که چرا باعث شدم چنین فردی شاخص شود، خیلی‌ها از برخی مسائل اطلاع ندارند و فکر می‌کنند به او ظلم شده است.»
در جریان مسابقات تکواندو المپیک ۲۰۱۶ ریو، پولادگر، رضا مهماندوست سرمربی تیم ملی تکواندو جمهوری آذربایجان را مزدور خواند که متعاقب آن مهماندوست در بیانیه‌ای او را مورد انتقاد شدید قرار داد و اعلام کرد مزدور کسانی هستند که بیت المال را ضایع می‌کنند.
پولادگر پس از بازگشت از المپیک ۲۰۱۶ بر گفته‌های خود تأکید و دوباره مهماندوست را مزدور خطاب کرد.

### خودداری از استعفاء و ابقاءهای پیاپی پس از کسب نتایج ضعیف
پس از انتصاب علی سعیدلو به ریاست تربیت بدنی در سال ۱۳۸۸، رسانه‌ها از برکناری قریب‌الوقوع پولادگر از فدراسیون تکواندو خبر دادند.
وی نیز در آستانهٔ انتخابات فدراسیون تکواندو، انصراف خود از کاندیداتوری ریاست را به گفته خود «به دلیل کسالت و خستگی ناشی از ۱۵ سال هدایت فدراسیون تکواندو» اعلام و بیان داشت:
«کسی باید در تکواندو مدیریت کند که شأن سیاسی و اجتماعی داشته باشد.»
با مخالفت سعیدلو با انصراف وی، او در ۲۱ آذر ۱۳۸۸ در انتخابات شرکت کرد و پیروز شد.
وی پیش‌تر گفته بود: «قبل از همسرم با تکواندو ازدواج کردم.»
پس از بازی‌های آسیایی ۲۰۱۰ گوانگجو، علی سعیدلو در برنامهٔ زندهٔ ورزش از نگاه دو در حضور پولادگر، کسب نتایج تکواندو در این رقابت‌ها را با وجود بودجهٔ دریافتی، امری عادی دانست.
درپی ناکامی تیم ملی تکواندو در المپیک لندن و عنوان دهمی مشترک با گابن،
پولادگر در ۲۱ مرداد ۱۳۹۱ در لندن به دلیل کسب نتایج ضعیف از مردم عذرخواهی کرد.
با پایان این بازی‌ها، رسانه‌ها از احتمال برکناری زودهنگام محمد پولادگر پس از جلسه با محمد عباسی خبر دادند.
کمیتهٔ فنی فدراسیون تکواندو به ریاست پولادگر در ۱۸ شهریور ۱۳۹۱ تشکیل و طی بیانیه‌ای، مصاحبه‌ها و اظهارنظرهای مغرضانه قبل و بعد از بازی‌های المپیک ۲۰۱۲ را باعث عدم تمرکز و حواشی در تیم ملی و جامعه تکواندو عنوان کرد!
پیش از المپیک لندن، اتحادیه متخصصان ورزش‌های رزمی ایران در بیانیه‌ای نسبت به عدم نتیجه‌گیری تکواندو در المپیک به دلیل سوء مدیریت پولادگر هشدار جدی داده بود. این بیانیه واکنش تند سید محمد پولادگر و پاسخ سید علی حق‌شناس را به همراه داشت.
در ۱ مهر ۱۳۹۱، پولادگر، برکناری خود را شایعه دانست و عملکرد تکواندو در لندن را خوب توصیف کرد.
غلامحسن ذوالقدری دبیر وقت فدراسیون نیز استعفای او را شایعه دانست.
او در دی‌ماه ۱۳۹۲ پس از دو دورهٔ چهارساله و یک دورهٔ پنج‌سالهٔ ریاست (۱۳۸۸–۱۳۸۳)، ازنو در سمت خود ابقاء گردید.
محمدرضا پولادگر پس از شکست کامل تیم مردان در المپیک ۲۰۱۶ ریو در وزارت ورزش محمود گودرزی، در ۱۶ بهمن ۱۳۹۵ در جمع خبرنگاران گفت: «نتایج تکواندو ضعیف نیست و دست آقایان نیست که مرا برکنار کنند.»
وی در این رابطه در گفت و گو با خبرگزاری صدا و سیما اظهار داشت: «بدهکار نظام و مردم هستم و می‌مانم تا بدهی‌ام را بدهم.»
در ۱۵ تیرماه ۱۳۹۶، بیش از یک‌صد تَن از قهرمانان و پیشکسوتان تکواندو در بیانیه‌ای خطاب به وزیر ورزش و جوانان خواستار برکناری پولادگر از ریاست فدراسیون تکواندو شدند.
سلطانی فر، وزیر وقت ورزش و جوانان در ۱۹ تیرماه اعلام کرد: «پولادگر تغییر نمی‌کند.»
او در دی ۱۳۹۶ مجدداً رئیس فدراسیون تکواندو شد.
پس از شکست تیم مردان و زنان تکواندوی ایران در المپیک توکیو در مرداد ۱۴۰۰، پولادگر از مردم عذرخواهی و از تشکیل جلسهٔ کمیتهٔ فنی برای بررسی علل این شکست خبر داد.
جلسهٔ کمیتهٔ فنی فدراسیون تکواندو در ۶ شهریور ۱۴۰۰ برگزار و علل شکست را «ویروس کرونا، سیاسی‌کاری کمیته بین‌المللی المپیک در اعطای «وایلد کارت» به کیمیا علیزاده، افزایش وزن میرهاشم حسینی و مهم‌تر از همه آسیب‌دیدگی آرمین هادی‌پور» اعلام کرد.
سید محمد پولادگر پیش از المپیک توکیو، موکداً آسیب‌دیدگی هادی‌پور را جدی ندانسته و عنوان کرده بود که در المپیک انتظار مدال داریم.
وی در ۱۹ مرداد ۱۴۰۰ در گفت وگوی زنده با شبکه ورزش در مورد کناره‌گیری خود گفت: «اعضای محترم مجمع فدراسیون باید تشخیص دهند، من تحت هر شرایطی آمادهٔ کمک به تکواندو و ارائهٔ تجربیاتم هستم … این همه هزینه‌ای که مردم و کشور برای من و امثال من با کوهی از تجربه داده‌اند، چرا باید نادیده گرفته شود؟ من اعتقادی به این ندارم.»
پولادگر در روز چهارشنبه ۱۵ دی ۱۴۰۰ نتوانست آراء لازم را از مجمع عمومی انتخاباتی ریاست فدراسیون تکواندو کسب کند و پس از ۲۱ سال از این سمت برکنار شد.
او بلافاصله پس از اتمام مجمع فدراسیون، درخواست بازشماری آراء به دلیل شائبهٔ شمارش اشتباه را داد که پس از مدتی آن را پس گرفت و شکست را پذیرفت.

### بی‌توجهی به اخطارهای چندشغله بودن و بازنشستگی مراجع نظارتی
با ورود سازمان بازرسی کل کشور به ریاست مصطفی پورمحمدی به قانون منع فعالیت دوشغله‌ها و چند شغله‌ها در ورزش ایران در سال ۱۳۸۷، پولادگر به عنوان یک دوشغله، امضا کنندهٔ نامه‌ای تفصیلی از سوی کمیته ملی المپیک ایران در ۲۰ اسفند ۱۳۸۷ بود که در آن خواستار توقف اجرای این قانون در ورزش از سوی بازرسی کل کشور شده بود.
این نامه، واکنش تند و صریح حجت‌الله ایوبی معاون وقت فرهنگی - اجتماعی سازمان بازرسی کل کشور را درپی داشت.
در سال ۱۳۹۷ اصلاح قانون ممنوعیت به‌کارگیری از بازنشسته‌ها از سوی مجلس شورای اسلامی تصویب شد که این ممنوعیت شامل حال تعدادی از رؤسای فدراسیون‌ها ازجمله محمد پولادگر می‌شد.
وی در هشتم مرداد ۱۳۹۷ در گفت‌وگویی با رَد این موضوع تصریح کرد: «متأسفانه بازار شایعه بسیار داغ است … بازنشسته نیستم. من هنوز ۳۰ سال سابقه خدمتم پُر نشده است و در تعجب هستم که می‌گویند من بازنشسته‌ام. هرچند که با مدرک فوق لیسانس هم می‌شود تا ۳۵ سال خدمت کرد.»

### درگیری با رئیس کمیتهٔ ملی المپیک در ریو
در جریان بازی‌های بازی‌های المپیک تابستانی ۲۰۱۶، رسانه‌ها از درگیری شدید لفظی منجر به برخورد فیزیکی بین رئیس فدراسیون تکواندو و رئیس کمیته ملی المپیک ایران در ریو دو ژانیرو خبر دادند.
محمد پولادگر در این رابطه در ۵ شهریور ۱۳۹۵ به ایسنا گفت: «من هیچ درگیری فیزیکی با کیومرث هاشمی نداشته‌ام و این موضوع را تکذیب می‌کنم.»

### اهدای دان‌های تکواندو به رؤسای جمهور و مسئولان سیاسی ورزشی
محمدرضا پولادگر تاکنون به مقامات عالی‌رتبه سیاسی و ورزشی ایران در هر دورهٔ مسئولیت آنان و در ادوار مختلف، دان‌های بالای تکواندو را اهداء کرده است.
از این عده می‌توان به دان هشت به محمد خاتمی، دان هشت به محمود احمدی‌نژاد، دان پنج به مصطفی هاشمی طبا، محسن مهرعلیزاده و بهرام افشار زاده، دان هفت به محمد علی‌آبادی،
دان هفت به علی سعیدلو
و دان هفت به محمد عباسی اشاره کرد.
این حرکات وی با انتقاد و کنایهٔ رسانه‌ها مواجه شد.
وبگاه کانون تکواندوکاران ایران در بیست‌ودوم مرداد ۱۳۹۲ ضمن انتقاد از دَه سال اهدای دان‌های تکواندو به سیاسیون، این اقدام را «راز بقاء» نامید.

### استفاده از سهمیهٔ ویژه قهرمانان برای تحصیل در دانشگاه بدون داشتن سابقهٔ قهرمانی
محمدرضا پولادگر در سال ۱۳۸۴ بدون داشتن کمترین سابقهٔ قهرمانی، از سوی فدراسیون تکواندو و سپس مرکز توسعهٔ ورزش قهرمانی سازمان تربیت بدنی به بهرام قدیمی مدیرکل تربیت بدنی دانشگاه آزاد اسلامی جهت ادامهٔ تحصیل در مقطع کارشناسی ارشد معرفی گردید.
بهرام قدیمی رئیس کنونی فدراسیون هاکی و مدیرکل اسبق تربیت بدنی دانشگاه آزاد در
گفت وگوئی به تاریخ ۲۹ مرداد ۱۴۰۳ اظهار داشت:
«تسهیلاتی که ما برای قهرمانان قرار می‌دادیم این بود که ۲۰ درصد در رتبهٔ آن‌ها در کنکور ارفاق می‌شد و بعد از ورود به دانشگاه هم از پرداخت شهریه معاف بودند؛ چه در رشته تربیت بدنی و چه غیر از تربیت بدنی این اتفاق می‌افتاد …
به هر حال ورزشکاران و مسئولین ورزشی همیشه از تسهیلات حضورشان در بحث قهرمانی استفاده کرده‌اند و زمانی هم که من مسئولیت داشتم، خیلی به آن‌ها کمک می‌کردم … حتی آقای پولادگر برای گرفتن مدرک دکترا پیش ما در دانشگاه می‌آیند و مشغول تحصیل هستند.»

### انتقادهای ملی‌پوشان سابق و اعتراض ۷۰۰ تن از مربیان تکواندو به اخذ شهریه‌های بالا
پس از المپیک ۲۰۱۶ ریو، یوسف کرمی،
مجید افلاکی، محمد باقری معتمد
و مرتضی کریمی (سرمربی اسبق تیم ملی) از وی انتقاد کردند.
در ۱۶ فروردین ۱۳۹۹ بیش از ۷۰۰ تن از مربیان رسمی تکواندوی کشور در نامه‌ای به مسعود سلطانی فر، خواهان کاهش هزینهٔ شهریه‌های دریافتی فدراسیون تکواندو و برقراری عدالت در این فدراسیون شدند.

### معاونت وزارت ورزش و جوانان و عدم حضور وزیر در مراسم معارفه
پولادگر در صبح روز شنبه ۱۸ دی ماه ۱۴۰۰ و کمتر از ۷۲ ساعت پس از شکست در انتخابات فدراسیون تکواندو به معاونت وزارت ورزش و جوانان منصوب شد.
انتصاب وی مورد انتقاد مدیران سابق سازمان تربیت بدنی قرار گرفت.
شایعاتی در مورد حمایت‌های غیرورزشی دربارهٔ حضور پولادگر در معاونت قهرمانی و حرفه‌ای وزارت ورزش وجود داشت که با عدم حضور و غیبت عجیب و سوأل برانگیز سید حمید سجادی وزیر وقت ورزش و جوانان در مراسم رسمی معارفهٔ اصلی‌ترین معاونت وزارت ورزش و جوانان ایران تقویت شد؛
از قرائن، حمید سجادی برای این پست فرد دیگری را مَد نظر داشت؛ به گزارش تسنیم و شرق این فرد محمدعلی شجاعی استاندار پیشین خراسان شمالی و رئیس اسبق فدراسیون تیراندازی با کمان و از دوستان سجادی بود؛
اما ظاهراً انتصاب پولادگر از جای دیگری خارج از ورزش به وزیر دیکته شد؛ و به این دلیل سجادی ناراحتی‌اش را از این دخالت‌های بیرون از ورزش، با نرفتن در مراسم تودیع و معارفهٔ پولادگر نشان داد. هرچند پس از این‌که وزیر ورزش را متقاعد به پذیرش این مسئله کردند، سجادی حاضر گردید حکم انتصاب پولادگر را در جلسهٔ دیگری به او اعطاء کند.
محمد پولادگر در ۲۹ دی ۱۴۰۰ در جلسهٔ حمید سجادی وزیر ورزش و جوانان با رؤسای فدراسیون‌ها طی نطقی گفت: «از وزیر ورزش تشکر می‌کنم که برای این جایگاه از من دعوت کرد. از همان زمان که این موضوع را مطرح کرد، گفتم نمی‌خواهم با سفارش کسی بیایم و می‌خواهم با انتخاب شما بیایم.»

### اجارهٔ سالن بدنسازی و رستوران فدراسیون تکواندو به دوستان
خبرگزاری فارس در شهریور ۱۳۹۱، در انتقاد به عملکرد فدراسیون تکواندو در المپیک لندن نوشت: «آیا مسئولان فدراسیون در زمان کمتر از ۱۰ ماه به آغاز المپیک به این اندازه نیازمند پول بودند که سالن بدنسازی خانهٔ تکواندو را به دوستان خود اجاره دادند؟»
در سال ۱۳۹۶ خبر ورزشی خبری منتشر و در آن عنوان کرد: «مدیریت سالن بدنسازی و رستوران خانهٔ تکواندو مدت‌ها پیش بدون این‌که مناقصه‌ای برگزار شود، به مجتبی داورزنی، دوستِ فرزندِ (پسر) پولادگر واگذار شده است.» محمدرضا داورزنی معاون وقت وزارت ورزش با تکذیب این خبر اظهار داشت: «پسرم با مناقصه و طی مراحل قانونی سالن بدن‌سازی تکواندو را اجاره کرده است. مجتبی تنها ارتباطی که با ورزش کشور دارد این است که در مزایدهٔ یک باشگاه بدن‌سازی تکواندو شرکت کرد. اصلاً انگار رفاقت پسر من با بچه‌ها جرم است. جالب است من پرسیدم مگر تکواندو رستوران دارد؟! رستوران فدراسیون تکواندو داخل خوابگاه است و بیرونی نیست که دست کسی باشد.»
پولادگر در مرداد ۱۴۰۰ در گفت‌وگو با شبکه ورزش ضمن اعلام دریافت ۱۴ میلیارد تومان بودجه از دولت در سال جاری که با تعجب مجری مبنی بر دریافت ۶ میلیارد بودجه فدراسیون وزنه‌برداری همراه بود، در پاسخ به پرسشی دربارهٔ وجود رستوران و سالن بدنسازی در فدراسیون تکواندو و کسب درآمد از آن‌ها، افزون بر دریافت بودجهٔ دولتی، این موضوع را تأیید و درآمد آن را مصروف به امور داخلی فدراسیون اعم از حقوق و … عنوان کرد.
در مجمع عمومی فدراسیون تکواندو در تاریخ ۲۶ تیر ۱۴۰۲، خزانه‌دار این فدراسیون در حضور پولادگر که به عنوان معاون وزیر و رئیس مجمع (و البته بدون دعوت فدراسیون تکواندو) در این نشست حضور پیدا کرده بود، از بدهی ۷۰۰ میلیون تومانی پسر معاون سابق وزیر ورزش و جوانان (مجتبی داورزنی) بابت بهره‌برداری و اجارهٔ سالن بدنسازی به این فدراسیون خبر داد.

### درگیری‌های لفظی شدید با علیرضا دبیر
در ۱ تیر ۱۴۰۱، زمانی که علیرضا دبیر رئیس فدراسیون کشتی برای پی‌گیری افزایش بودجهٔ فدراسیون کشتی به وزارت ورزش و جوانان رفته بود، بین او و پولادگر درگیری لفظی شدیدی درگرفت. این درگیری پس از آن صورت گرفت که پولادگر عنوان کرد، هیچ بودجه‌ای برای کشتی در نظر نگرفته است.
این درگیری منجر به لغو جلسات بعدی رؤسای فدراسیون‌ها در آن روز گردید.
سه روز بعد (۴ تیر ۱۴۰۱) در مجمع عمومی فدراسیون کشتی، این تنش شدت بیشتری پیدا کرد که بازتاب گسترده‌ای یافت.
به طوری که سیدمحمد پولادگر، علیرضا دبیر را غیرمستقیم بچه و بی‌ادب نامید و صراحتاً وی را «نیش زن»، «سفسطه گر» و «جَدل کن» خطاب کرد؛ دبیر نیز پولادگر را «آدم متدین در ظاهر»، «دروغگو»، «آخوند و طلبهٔ تیکه انداز» و فردی که «با سفسطه معاون وزیر شده» نامید.
دبیر، صراحتاً به پولادگر گفت که او درکی از ورزش قهرمانی ندارد.وی پس از این نشست، اظهار داشت: «آبروی کشتی را دست امثال آقای پولادگر نمی‌دهم. ما باید حرف کارشناسی بزنیم و به مردم ایران جواب پس بدهیم.»
پولادگر نیز گفت: «دبیر استاد لابی‌گری است؛ تخصیص بودجه فدراسیون‌ها براساس عدالت صورت گرفته و نمی‌توان با رفتار و حرف‌های خارج از عرف، ادعای مطالبه‌گری داشت؛ اگر چنین فرهنگ و ادبیاتی باب شود، باید فاتحه ورزش را خواند!»
پس از این اتفاق، پژمان درستکار و محمد بنا با کنایهٔ سنگین به پولادگر، از علیرضا دبیر حمایت کردند.
حمید سوریان دارندهٔ طلای المپیک ۲۰۱۲ لندن و هشت مدال طلای جهانی و نائب‌رئیس فدراسیون کشتی نیز گفت: «پولادگر بداند وزارت ورزش، فدراسیون تکواندو نیست که همه چیز قائم به شخص باشد و خودشان بدون توجه به واقعیتی که در ورزش قهرمانی وجود دارد، تصمیمات خلق الساعه و بدون کار کارشناسی بگیرند. کارنامهٔ ایشان در فدراسیون تکواندو کاملاً مشخص است و نباید بگذاریم اتفاقی که بر سَر تکواندو آمد، سَر ورزش کشور بیاید.»
سید احسان قاضی‌زاده هاشمی نمایندهٔ مجلس در واکنش به درگیری به‌وجود آمده در دهم تیر ۱۴۰۱ بیان داشت: «این‌که اظهار شود که چون از مجلس اعتبار گرفتید، من بودجه نمی‌دهم، جنبهٔ طنز دارد. وزیر ورزش و معاون حوزهٔ پارلمانی وزارت، باید معاونت قهرمانی را در این‌باره توجیه می‌کردند.»
علیرضا دبیر در ۷ شهریور ۱۴۰۱ گفت: «به او در جلسه گفتم: سیستم غالب در تکواندو چیست؟ گفت: یعنی چی؟! گفتم در کشتی سیستم غالب لاکتیک است … پولادگر درکی از ورزش قهرمانی ندارد. فقط دیده است؛ شاید در نوجوانی یک ورزشی هم کرده باشد. رُک بگویم وزارت ورزش با پولادگر راه به جایی نمی‌برد.»
پولادگر در ۸ شهریور ۱۴۰۱ در خصوص صحبت‌های علیرضا دبیر اظهار کرد: «واقعاً متأسفم؛ ورزش این‌گونه نیست که برای مردم نشان می‌دهند. بهتر است سکوت کنم، اما از دست بعضی از دوستان دل‌چرکین هستم. رعایت نکردن اصول، پیشکسوتی و ادب برای من قابل قبول نیست و دین ما بر پایهٔ اخلاق است و باید این موضوعات رعایت شود.»
در ۲۴ آبان ۱۴۰۱ پس از اقدام مدیرکل دفتر امور مشترک فدراسیون‌های ورزشی (فرهادیان) که فرد نزدیک به پولادگر است، در ابطال انتخابات هیئت کشتی استان فارس، علیرضا دبیر در نامه‌ای به وزیر ورزش این عمل دفتر امور مشترک فدراسیون‌ها را متأثر از دستور شخص معاون توسعه ورزش قهرمانی دانست و خطاب به سیدحمید سجادی نوشت: «امیدوارم آن وزارتخانهٔ محترم در مورد اصلی‌ترین معاونت خود یعنی معاون توسعه ورزش قهرمانی و حرفه‌ای، تصمیمی درست اتخاذ نماید تا ورزش کشور کمتر متضرر گردد» او در این نامه ابطال انتخابات کشتی فارس را کن لم یکن اعلام کرد.
پیش‌تر انتصاب آرش فرهادیان مجری و گزارشگر ورزشی سازمان صدا و سیمای جمهوری اسلامی ایران به سمت مدیرکل دفتر امور مشترک فدراسیون‌های ورزشی از سوی محمدرضا پولادگر که انتصاب وی در سِمت‌های فنی فدراسیون تکواندو نیز مورد اعتراض شدید اهالی تکواندوی ایران واقع شده بود،
واکنش برانگیز گردید.
دبیر در ۹ اسفند ۱۴۰۱ در انتقاد چندباره به عدم تخصیص بودجه به کشتی از سوی محمدرضا پولادگر گفت: «پولادگر نه درکی از کشتی دارد و نه کار اجرا بلد است.»

### تلاش برای تصاحب پست‌های جدید (کمیته پارالمپیک)
در ۱۴ آبان ۱۴۰۱ پولادگر در انتخابات کمیته ملی پارالمپیک ایران ثبت‌نام کرد.
وی پس از ثبت‌نام به خبرنگاران گفت: «امیدوارم هم در وزارت ورزش و هم کمیته پارالمپیک خدمت کنم،
به هر حال بزرگان و رؤسای ما باید تصمیم بگیرند، تاکنون تصمیمی ندارم. قصدم خدمت است و سرباز نظام هستم. کارم نوکری مردم در حوزهٔ ورزش است و امیدوارم بتوانم این توفیق را هم در این عرصه و هم در عرصهٔ وزارت ورزش داشته باشم.»
در ۲۲ آذر ۱۴۰۱، پولادگر نائب‌رئیس کمیته ملی پارالمپیک شد.
او گفت: «این شرط را داشتیم که اگر غفور کارگری بیاید من انصراف بدهم.»
پس از آن روزنامه‌ها و خبرگزاری‌ها از چندشغله بودن وی انتقاد کردند.
ایران ورزشی در گزارشی نوشت: "پولادگر علاقه ندارد به هیچ پُستی «نَه» بگوید."
سیدمحمد پولادگر در واکنش به نقدها تصریح کرد: «نائب‌رئیسی شغل نیست، انتقاد؟ بستگی دارد شما چه نگاهی دارید.»
ابراز نارضایتی تلویحی «غفور کارگری» رئیس کمیته ملی پارالمپیک از حضور پولادگر به عنوان نائب‌رئیس این کمیته پس از انتخابات، شایعهٔ تحمیلی بودن وی، هم‌چون معاونت قهرمانی وزارت ورزش را تقویت کرد.
«کارگری» در جمع خبرنگاران بیان کرد: «اگر از جهت مشغلهٔ کاری حساب کنیم، قطعاً مشکلاتی پیش خواهد آمد، ولی ما از دیدهٔ کاری به قضیه نگاه می‌کنیم … پیش از انتخابات هم با دوستانی که برای پست نائب‌رئیسی ثبت‌نام کرده بودند، صحبت کردم و گفتم در صورت انتخاب به عنوان نائب‌رئیسی کمیته ملی پارالمپیک، بهانه‌ای برای مشغلهٔ کاری و زمان کم را قبول نخواهم کرد.»
گفته‌های رئیس کمیته ملی پارالمپیک، نافی اظهارات پولادگر مبنی بر شغل نبودن جایگاه نائب‌رئیسی ارزیابی می‌شود.

### درگیری نزدیک به زدو خورد با رئیس بدنسازی
نشست مشترک رؤسای فدراسیون‌ها و مسئولان ورزش جمهوری اسلامی در ۲۰ بهمن ۱۴۰۱ به‌میزبانی استان یزد و در محل استانداری به ریاست حمید سجادی وزیر ورزش و جوانان و با حضور استاندار یزد و مدیران ارشد وزارت ورزش برگزار شد.
در جریان این جلسه عبدالمهدی نصیرزاده رئیس فدراسیون بدنسازی و پرورش اندام ایران در سخنان خود از سیدمحمد پولادگر انتقاد کرد و عنوان داشت، دسترسی به معاون وزیر سخت است و او تلفن جواب نمی‌دهد.
در انتهای جلسه، زمانی که نصیرزاده قصد داشت به پولادگر دست داده و خداحافظی کند، او با کشیدن دست خود کلمه‌ای تحقیرآمیز را خطاب به رئیس فدراسیون بدنسازی بیان کرد؛ سخنی که با حملهٔ تند نصیرزاده و واکنش متقابل پولادگر همراه شد و بحث و فریاد مقابل چشم رؤسای فدراسیون‌ها و استاندار یزد بالا گرفت و حرف‌هایی ردو بدل شد که ادامه‌اش می‌توانست کار را به زدو خورد و برخورد فیزیکی کامل بکشاند.
به گزارش مهر با دخالت وزیر و چند رئیس فدراسیون این دو جدا شده و غائله خاتمه پیدا کرد؛ اما تنشی که ناشی از این گلایه ایجاد می‌شود تا ساعت‌ها ادامه داشت و برخی رؤسای فدراسیون‌ها هم تأیید کردند که حق با نصیرزاده بوده است.
پس از این ماجرا، محمد پولادگر در ۳۰ بهمن ۱۴۰۱ اجازهٔ حضور خبرنگاران در مجمع انتخاباتی
فدراسیون دوچرخه‌سواری ایران که به ریاست او برگزار می‌شد را نداد و اعلام کرد: «تشخیص داده‌ام که خبرنگاران در مجمع نباشند! قانون نیست که خبرنگاران در مجمع باشند!»